# Blokada La Rochelle
Blokada La Rochelle – blokada prowadzona przez wojska francuskie podczas Wojny z Hugenotami. Poprzedzona była przez Oblężenie Saint-Jean-d'Angély, zakończone sukcesem wojsk królewskich. Ludwik XIII, król Francji, zdecydował się wtedy wyruszyć w kierunku Montauban, a do La Rochelle wysłać część swojej armii.
Blokada miała być utrzymywana zarówno ze strony lądowej, jak i morskiej, jednak na morzu była ona nieszczelna – z łatwością przedzierały się przez nią mniejsze jednostki. Wojska królewskie skutecznie blokowały natomiast port Boruage. Oblężenie zakończyło się w 1622 r. nie przynosząc rezultatu.